# غريغ ووكر
غريغ ووكر (بالإنجليزية: Greg Walker)‏ (و. 1959  م) هو لاعب كرة قاعدة، من الولايات المتحدة، ولد في جورجيا، يلعب كقاعدي أول ‏.

## روابط خارجية
- غريغ ووكر على موقع دوري كرة القاعدة الرئيسي (الإنجليزية)
- غريغ ووكر على موقعبيزبول رفرنس.كوم (الدوري الرئيسي) (الإنجليزية)
- غريغ ووكر على موقعبيزبول رفرنس.كوم (الدوري الثانوي) (الإنجليزية)
- غريغ ووكر على موقع إي إس بي إن.كوم (أم.أل.بي) (الإنجليزية)
- غريغ ووكر على موقع مشجعي الرسوم البيانية (الإنجليزية)